# Pacewear
真时科技（英文译名：Pacewear）是中国大陆一家智能可穿戴设备与服务开发的科技公司，于2016年9月创立，由腾讯和歌尔股份战略投资，多家机构参投，公司总部设在山东省青岛市，并在北京和深圳分别设有分公司。核心团队主要来自腾讯、歌尔、摩托罗拉和诺基亚。

## 公司大事记
- 2016年9月：真时科技创立
- 2016年10月：发布智能可穿戴品牌Pacewear[2]
- 2016年12月：首款产品Pacewear Hype上市，同时发布自研智能手表操作系统Pace OS
- 2017年3月：参加瑞士巴塞尔钟表珠宝展
- 2017年9月：运动社交手环S8超额完成线上众筹[3]
- 2017年10月：轻智能腕表KRONABY系列上市
- 2017年12月：智能手表Pacewear HC周年限量版在京东众筹[4]
- 2018年1月：参加美国CES消费电子展[5]
- 2018年5月：真时科技在中国市场启用中文品牌名“真时”，海外市场继续使用英文品牌名“PACEWEAR”[6]
- 2018年7月：运动手表P1上市